# Distrito electoral federal 1 de Colima
El I Distrito Electoral Federal de Colima es uno de los 300 distritos electorales en los que se encuentra dividido el territorio de México para la elección uninominal de diputados federales y uno de los dos que integran el estado de Colima. Su cabecera es la ciudad de Colima.
Desde la distritación de 2017, se integra por los municipios de Colima, Comala, Coquimatlan, Cuauhtémoc y Villa de Álvarez.

## Distritaciones anteriores

### Distritación 1996 - 2005
De 1996 a 2005 el I Distrito está integrado exactamente de la misma manera, a excepción del Municipio de Ixtlahuacán, entonces correspondiente al Distrito II.

### Distritación 2005 - 2017
Según el proceso de redistritación llevado a cabo en 2005 está formado por los municipios de Colima, Comala, Coquimatlán, Cuauhtémoc, Ixtlahuacán y Villa de Álvarez.

## Diputados por el distrito
| Diputado                                                                     | Grupo parlamentario | Legislatura | Periodo     |
| ---------------------------------------------------------------------------- | ------------------- | ----------- | ----------- |
| Ricardo Palacio                                                              |                     | III         | 1863 - 1865 |
| Francisco Vaca                                                               |                     | IV          | 1867 - 1868 |
| Vacante                                                                      | Vacante             | V VI        | 1869 -1873  |
| Ricardo Palacio (diputado único)                                             |                     | VII         | 1873 - 1875 |
| Miguel Topete                                                                |                     | VIII        | 1875 - 1878 |
| Ricardo Palacio (diputado único)                                             |                     | IX          | 1878 - 1880 |
| Crispín Medina                                                               |                     | X           | 1880 - 1882 |
| Manuel Cortés                                                                |                     | XI XII XIII | 1882 - 1888 |
| Francisco C. Palencia                                                        |                     | XIV         | 1888 - 1890 |
| Ignacio M. Escudero                                                          |                     | XV XVI XVII | 1890 - 1896 |
| Francisco C. Palencia                                                        |                     | XVIII       | 1896 - 1898 |
| Enrique O. de la Madrid                                                      |                     | XIX         | 1898 - 1900 |
| Ignacio Michel Santa Ana                                                     |                     | XX          | 1900 - 1902 |
| En 1902, los distritos I y II de Colima son fusionados en un distrito único. |                     |             |             |
| Francisco Solórzano Béjar                                                    |                     | XXX XXXI    | 1922 - 1926 |
| José Llerenas                                                                |                     | XXVII       | 1926 - 1928 |
| Pablo Hernández                                                              |                     | XXXIII      | 1928 - 1930 |
| Pedro Cervantes                                                              |                     | XXXIV       | 1930 - 1932 |
| Manuel G. Orozco                                                             |                     | XXXV        | 1932 - 1934 |
| Ignacio Gamiochipi                                                           |                     | XXXVI       | 1934 - 1937 |
| José Campero                                                                 |                     | XXXVII      | 1937 - 1940 |
| Manuel Gudiño                                                                |                     | XXXVIII     | 1940 - 1943 |
| Rubén Vizcarra                                                               |                     | XXXIX       | 1943 - 1946 |
| José S. Benítez                                                              |                     | XL          | 1946 - 1949 |
| Roberto A. Solórzano                                                         |                     | XLI         | 1949 - 1952 |
| Jorge Huarte Osorio                                                          |                     | XLII        | 1952 - 1955 |
| Antonio Salazar y Salazar                                                    |                     | XLIII       | 1955 - 1958 |
| Othón Bustos Solórzano                                                       |                     | XLIV        | 1958 - 1961 |
| Carlos Garibay Sánchez                                                       |                     | XLV         | 1961 - 1964 |
| Mario Llerenas Ochoa                                                         |                     | XLVI        | 1964 - 1967 |
| Ricardo Guzmán Nava                                                          |                     | XLVII       | 1967 - 1970 |
| José F. Rivas Guzmán                                                         |                     | XLVIII      | 1970 - 1973 |
| Daniel Moreno Díaz                                                           |                     | XLIX        | 1973 - 1976 |
| Ramón Serrano García                                                         |                     | L           | 1976 - 1979 |
| Agustín González Villalobos                                                  |                     | LI          | 1979 - 1982 |
| Humberto Silva Ochoa                                                         |                     | LII         | 1982 - 1985 |
| María Concepción Barbosa Hernández                                           |                     | LIII        | 1985 - 1988 |
| Socorro Díaz Palacios                                                        |                     | LIV         | 1988 - 1991 |
| Rigoberto Salazar Velasco                                                    |                     | LV          | 1991 - 1994 |
| Ramona Carbajal Cárdenas                                                     |                     | LVI         | 1994 - 1997 |
| José Adán Deniz Macías                                                       | [ a ]               | LVII        | 1997 - 2000 |
| Jesús Dueñas Llerenas                                                        |                     | LVIII       | 2000 - 2003 |
| Antonio Morales de la Peña                                                   |                     | LIX         | 2003 - 2006 |
| Esmeralda Cárdenas Sánchez                                                   |                     | LX          | 2006 - 2009 |
| Leoncio Morán Sánchez                                                        |                     | LXI         | 2009 - 2012 |
| Miguel Ángel Aguayo López                                                    |                     | LXII        | 2012 - 2015 |
| Enrique Rojas Orozco                                                         |                     | LXIII       | 2015 - 2018 |
| Claudia Yáñez Centeno                                                        |                     | LXIV        | 2018 - 2021 |
| Sara Rizzo García                                                            | 2021                | LXIV        |             |
| Riult Rivera Gutiérrez                                                       |                     | LXV         | 2021 -      |

## Resultados electorales

### 2021
|  | 30.51 % |

|  | 2.41 % |

|  | 12.37 % |

|  | 17.67 % |

|  | 28.06 % |

|  | 2.22 % |

|  | 2.77 % |

|  | 1.03 % |

|  | 0.08 % |

|  | 2.82 % |

|  | 100.00 % |

### 2018
|  | 28.93 % |

|  | 30.82 % |

|  | 36.85 % |

|  | 0.067 % |

|  | 3.31 % |

|  | 100.00 % |

### 2009
|  | Partido Acción Nacional Asociación por la Democracia Colimense |  | Leoncio Morán Sánchez        |
|  | Partido Revolucionario Institucional                           |  | Roberto Chapula de la Mora   |
|  | Partido de la Revolución Democrática                           |  | José Ángel Méndez Rivera     |
|  | Coalición Salvemos a México (PT, Convergencia)                 |  | Joel Padilla Peña            |
|  | Partido Verde Ecologista de México                             |  | Marco Antonio García Toro    |
|  | Partido Nueva Alianza                                          |  | Oscar Ignacio Sánchez Cuevas |
|  | Partido Socialdemócrata                                        |  | Beatriz Gallardo Montoya     |